# لويس بونويل
لويس بونويل (بالإسبانية: Luis Buñuel) ‏ (22 فبراير 1900 - 29 يوليو 1983) مخرج إسباني، حصل أيضا على الجنسية المكسيكية وعمل في إسبانيا، المكسيك، فرنسا والولايات المتحدة. يعتبر واحدا من خيرة المخرجين في تاريخ السينما.
لويس بونويل هو أب المخرج خوان لويس بونويل، وكذلك جد مقدم البرامج الوثائقية والمراسل الحربي دييغو بونويل.

## نشأته
ولد في قرية كلندا في مقاطعة تيرويل سنة 1900, امضى فترة من شبابه بين 1917-1925 في مدريد حيث كانت الحركة الادبية والثقافية والسياسية ناشئة فاجتذبه الجو وحدد له خيارات حياته، وهناك تفتح على المذاهب السياسية وعايش عن قرب الصراع بين الحكم الديكتاتوري والحركة العمالية والنقابية والفوضوية الآخذة بالنمو، مع ولادة الحزب الشيوعي الأسباني وهناك أيضاً تعرف على جيل الكتاب العظام امثال انطونيو ماتشادو وخوان رامون خيمينيث.
كان من بين صداقات بونويل في المدينة الجامعية ثلاثة اشخاص أصبح لديهم تأثير واسع في الإبداع العالمي وهم رفائيل ألبيرتي، غارثيا لوركا وسلفادور دالي، حيث توطدت صداقتهم وطبع كل منهم الآخر بميسمه. هذه التناقضات اللانهائية التي نسجت شخصية بونويل وصنعت حياته، هي بالتحديد ما يفسر اليوم الموقع المميز الذي يشغله في الثقافة الإسبانية. فإذا كانت الظاهرة الأكثر أهمية على الإطلاق في مجمل تاريخ الفن الإسباني، بلا شك هي لقاء «لوركا» و«بونويل» و«دالي» و«البرتي» في «مدينة الطلبة» – وما أكثر الأعمال والمقالات التي تظهر كل عام لدراسة وتحليل هذا اللقاء التاريخي.
في 1921، وهي سنة معركة أنوال، تعرف في المدينة الجامعية على أخو عبد الكريم الخطابي، مقاوم الاستعمار الفرنسي الإسباني للمغرب.
بعدها جاءت رحلته الأهم، ففي عام 1925 شد بونويل رحاله إلى باريس التي كان لها أكبر تأثير عليه، حيث تمكن من العمل مع المخرج الشهير جان ايبشتاين.

## مسيرته

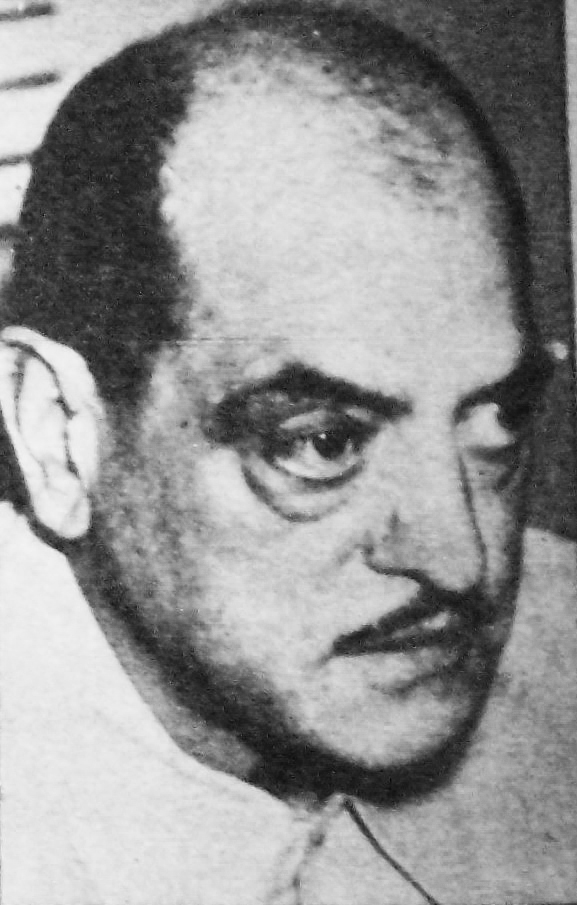
بونويل في عام 1968

في عام 1928، وبدعم مادي من والدته، تمكن بونويل من تحقيق فيلم كلب أندلسي بالتعاون مع سلفادور دالي. وكان المراد من هذا الفيلم صدم البورجوازية وانتقاد الفن الطليعي في آن واحد. وقد عبر بونويل في فيلم «كلب أندلسي» عن رفضه لنزعات الطليعيين الشكلانية وولعهم ب «الخدع» السينمائية على حساب المضمون. وسيناريو الفيلم مستوحى من حلمين أحدهما للويس بونويل حينما حلم ذات مرة «بان غيمة تقطع القمر»، «موسى حلاقة تشق عيناً» وحلم دالي «بان يداً ملأى بالنمل» طبعاً ليس في الفيلم لا كلب ولا أندلسي، انما هي تتابع مشاهد كابوسية، حبكت بمهارة فائقة لتصدم المشاهد، الفيلم استهوى السرياليين واعتبروه بمثابة بيان سريالي آخر، ادخل (كلب أندلسي) مخرجه بونويل ببساطة في المجموعة السوريالية التي تحمست له.
كان نجاح فيلم كلب أندلسي حافزا لكي يطلب أحد كبار الممولين من بونويل تقديم فيلم آخر، فسافر بونويل ليلتقي بدالي، حيث أنجزا سيناريو فيلم العصر الذهبي الذي عرض في باريس سنة 1930, وجاء ترتيبه الثالث بين الأفلام الفرنسية الناطقة، وعلى مدى ستة أيام لقي الفيلم إقبالا واسعا. رافق هذا الفيلم ضجة هائلة فالمعركة التي أحدثها الفيلم في استوديو 28 والهجوم اليميني عليه، وأمر المصادرة الذي اصدر بحقه تشير إلى ارادة الرفض السوريالية، يقول بونويل عن الفيلم:
بفضل ورقة يانصيب رابحة استطاع تصوير الفيلم الوثائقي المؤثر ارض بلا خبز 1932 الذي اثار هيجان اليمين الأسباني وانتهى إلى منعه وفي مدريد انتج بونويل أربعة افلام تجارية لكنه لم يخرج اياً منها وتوقف عمله مع بداية الحرب الاهلية في الإنتاج حيث انحاز إلى جانب الجمهوريين وخدم الجمهورية الأسبانية من خلال سفارتها في باريس ثم سافر إلى هوليوود وبعد سقوط الجمهورية تركها إلى نيويورك ليعمل في قسم الأفلام الوثائقية الموجهة لأمريكا اللاتينية حيث قام بإعادة مونتاج الفيلم النازي انتصار الإرادة ونتيجة للظروف التي سبقت المكارثية استقال من عمله عام 1946 ومثل الكثير من المنفيين الأسبان اختار بونويل المكسيك لتكون موطناً ثانياً له.

## فيلموغرافيا
فيلموغرافيا لويس بونويل:
- كلب أندلسي (فرنسا – 1929) بالاشتراك مع الفنان التشكيلي «سلفادور دالي».
- العصر الذهبي (فرنسا – 1930) بدأ في كتابته مع دالي، وانتهى منه بمفرده.
- أرض بلا خبز (إسبانيا – 1932) تسجيلي.
- الكازينو الكبير (المكسيك – 1947).
- الفاسق الكبير (المكسيك – 1949).
- المنسيون (المكسيك – 1950) جائزة أفضل إخراج، وجائزة الفيبريسي بمهرجان «كان» عام 1951.
- امرأة بلا حب / عندما يحاكمنا الأبناء (المكسيك – 1951)
- صعودا للسماء (المكسيك – 1952) جائزة النقد كأفضل فيلم طليعي بمهرجان «كان» 1952.
- المتوحش (المكسيك – 1952).
- روبينسون كروزو (الولايات – 1952).
- هو (المكسيك – 1953).
- الوهم يسافر بعربة ترام (المكسيك – 1953).
- هاوية العاطفة / مرتفعات خطرة (المكسيك – 1954).
- النهر والموت (المكسيك – 1954).
- بروفة جريمة (المكسيك – 1955).
- الموت في الحديقة { 1956 }.
- نازارين { 1958} الجائزة الكبرى بمهرجان كان.
- وصلت الحمى إلى الباو { 1959 }.
- الفتاة { 1960 }.
- فيريديانا { إسبانيا - 1961 } السعفة الذهبية بمهرجان كان.
- الملاك المدمر { 1962 }.
- يوميات خادمة { فرنسا – 1964 }.
- سمعان العمودي { 1965 } جائزة الاسد الفضي بفينيسيا.
- حسناء النهار { فرنسا – 1967 } جائزة الاسد الذهبي بفينيسيا.
- درب التبان { 1969 } - تريستانا { 1970}.
- سحر البورجوازية الخفي { فرنسا – 1972 }، جائزة الأوسكار لأفضل فيلم بلغة أجنبية.
- شبح الحرية { فرنسا – 1974 }.
- هذا الشيء الغامض للرغبة { فرنسا – 1977 }

## وصلات خارجية
- لويس بونويل على موقع IMDb (الإنجليزية)
- لويس بونويل على موقع الموسوعة البريطانية (الإنجليزية)
- لويس بونويل على موقع مونزينجر (الألمانية)
- لويس بونويل على موقع ألو سيني (الفرنسية)
- لويس بونويل على موقع ميوزك برينز (الإنجليزية)
- لويس بونويل على موقع أول موفي (الإنجليزية)
- لويس بونويل على موقع قاعدة بيانات الأفلام السويدية (السويدية)
- لويس بونويل على موقع إن إن دي بي (الإنجليزية)
- لويس بونويل على موقع ديسكوغز (الإنجليزية)
- لويس بونويل على موقع قاعدة بيانات الفيلم (الإنجليزية)
- السينما الإسبانية من موقع ديوان العرب.
- لويس بونويل: الثائر على مظاهر الدين الزائفة والبرجوازية المتعفنة شبكة بيور الثقافية.